# Polyplectropus orientalis
Polyplectropus orientalis är en nattsländeart som först beskrevs av Mclachlan 1866.  Polyplectropus orientalis ingår i släktet Polyplectropus och familjen fångstnätnattsländor. Inga underarter finns listade i Catalogue of Life.